# 提利康 (虎鯨)
提利康（英語：Tilikum，1981年12月－2017年1月6日）是一隻被人類捕捉困養、被迫展示訓練娛樂表演33年，最終病逝於美國佛羅里達州奧蘭多海洋世界的雄性虎鯨。(提利康提里康名字在美國西北太平洋原住民契努克語中的寓意為朋友)
1983年，他於2歲時，在冰島海域被捕鯨人強行將其與原生鯨群家族分離，以捕鯨網圍困捕捉後，困養展示於冰島海洋動物園。之後分別於隔年(1984年)被送至加拿大英屬哥倫比亞的太平洋海洋世界、和(1992年)美國佛羅里達州奧蘭多海洋世界，期間開始被迫高強度訓練、表演娛樂人類和育種繁殖21隻後代(至2021年7月尚存九隻在世)。
提利康也是2013年CNN紀錄片《黑鯨》中所提到，因困養、訓練娛樂表演壓力而分別陸續發生攻擊三名人類致死的圈養虎鯨，其中最令人震驚的是2010年發生的訓練師死亡事件。在紀錄片輿論效應和動保人士倡議下，民眾開始抵制進入海洋世界，讓佛羅里達州奧蘭多海洋世界於2016年宣布逐步終止虎鯨繁殖和表演。2014年美國紐約州則立法禁止圈養虎鯨，2015年加拿大安大略省也修法禁止虎鯨買賣和人工繁殖。2017年加州立法禁止在該州圈養及繁殖虎鯨。2019 年加拿大亦通過《終止鯨魚和海豚囚禁法案》（Ending the Captivity of Whales and Dolphins Act；簡稱 S-203 法案)。

## 生平簡介
提利康身長6.9公尺，重達5400公斤，胸鰭長2.1公尺，背鰭高2公尺，但已經完全向左側倒下。牠的體型是目前圈養虎鯨中最大的。
提利康被捕捉的一年後（約三～四歲），剛開始被賣到接近加拿大溫哥華的太平洋海洋園區（目前已關閉），牠與兩隻較年長的雌性虎鯨養在一起，但因為飼養環境不佳與訓練方式不良，牠常常受到同伴攻擊而躲避到醫療池避難。  

### 第一次攻擊事件
1991年2月20日，園區中某兼職的訓練師（Keltie Byrne）在工作過程中意外滑入池中，三隻虎鯨將她拖入水中，池邊其他工作人員試圖救援無效，幾小時後Keltie的遺體浮出水面。之後園區被迫關閉，而提利康在1992年1月被賣到佛羅里達州的奧蘭多海洋世界。

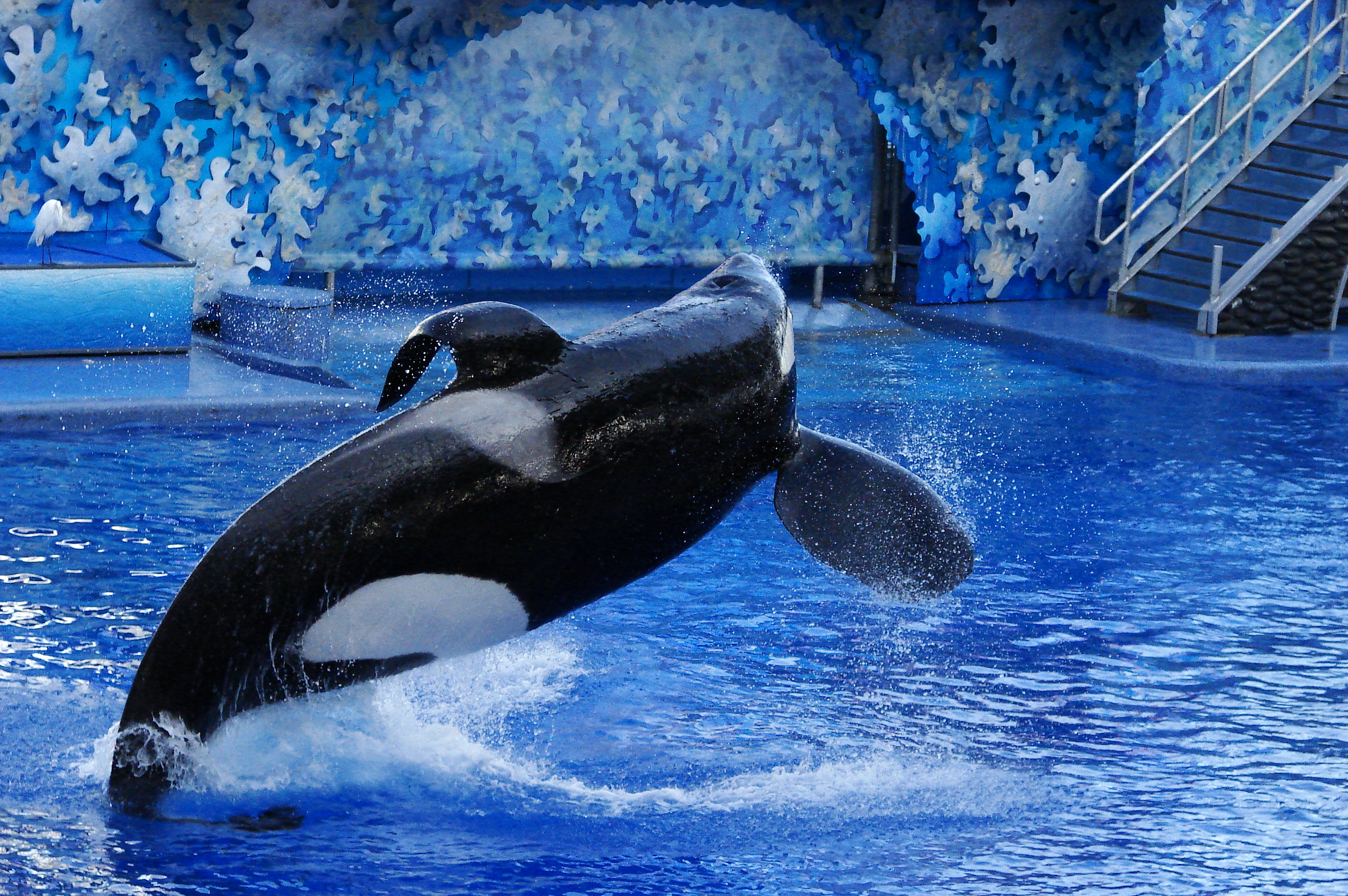
提利康在奧蘭多海洋世界 (2009)

### 第二次攻擊事件
1999年7月，一流浪漢在閉館後偷偷溜入虎鯨池（提利康的池子）附近，隔天早上被發現陳屍池中，經過驗屍主要死因為溺斃，他沒有喝酒或嗑藥，身上有許多傷口。

### 第三次攻擊事件
2010年2月24日的例行性表演之後，資深訓練師達恩·布朗在做日常的照護行為時遭拖入水中，其他工作人員嘗試使用網子與食物企圖分離提利康與訓練師，但最後訓練師仍然傷重不治（死因包含溺水與嚴重的外傷）。驗屍報告指出，她的脊髓被斷開，頜骨、肋骨和頸椎骨折，頭皮被完全撕下，左肘和左膝脫臼。
2011年3月底，提利康再度恢復表演，後續改用高壓水柱等其他不直接接觸牠的方式進行日常的照護。

### 健康不佳與死亡
2016年3月，奧蘭多海洋世界說明公虎鯨提利康因嚴重的肺炎感染而面臨病危，引起是否需要積極介入安寧死等醫療行為的討論。2016年5月，提利康的健康有好轉狀況。
2017年1月6日，海洋世界證實提利康死亡，據報告指出，提利康的死因為細菌感染。

## 後代
提利康有21個子女。
2000年早期，Kasatka生下了提利康的兒子

## 其他參考頁面
全球虎鯨圈養情形 （页面存档备份，存于）

Captive killer whales （页面存档备份，存于）